# ラジオマガジン (雑誌)
『ラジオマガジン』は、かつてモーターマガジン社から発刊されていたラジオ番組の情報を中心に扱っていた月刊誌。通称ラジマガ。

## 概要
1980年9月創刊、1985年4月休刊。ラジオ番組とラジオパーソナリティの情報が中心であったが、音楽情報やプロマイドの売り上げランキング、更には冒頭のカラーページに水着姿を含むアイドルのグラビアがあるなど、芸能誌にも近いような内容もあった。また中には『アメリカ横断ウルトラクイズ』、『新春かくし芸大会』、『西部警察』の撮影レポートや『笑っていいとも!』のテレフォンショッキングの出演者リストなど、ラジオに関係ないテレビの情報を扱っていたこともあった。インタビューに登場する人はDJ、パーソナリティ中心であったが、時に勝新太郎など大物俳優が登場したこともあった。
時としてラジオ情報から大きく外れたような企画も行ったことがあり、1983年の夏には女性のスカートの中のパンチラの隠し撮り写真を掲載したり、翌1984年の夏には『ラジカセGAL』という企画を行い、応募した中から選ばれた女性読者にパジャマ姿、水着姿を披露させて、更には下着のいっぱい入っている棚の写真まで掲載していた（同じモーターマガジン社から刊行されていた（1978年創刊、2020年5月号で休刊）『月刊カメラマン』のノウハウを利用したものとも考えられる）。
また、当時の『全国DJ人気投票』のコーナーで上位にいることが多かった松田聖子や、中森明菜、薬師丸ひろ子の露出が本誌上で比較的多かったこともあった。
ミスターDJ・糸居五郎が生涯最後の取材を受けたのも本誌である（1984年10月号）。
また、編集部が非公式にではあるが公開されており、訪問した読者の多くは誌面に写真が掲載されていた。

### 月刊ラジオパラダイスとの違い
本誌休刊後のわずか5か月後、1985年9月より三才ブックスから『月刊ラジオパラダイス』が創刊されており、1980年代においてはAM、FM、短波放送を総合的に扱う雑誌が、この年代の前半は“ラジマガ”、後半は“ラジパラ”と常に存在していたことになる。ただ、出版社が違うため両者の直接的なつながりはあまり無いものと思われる。ラジオパラダイスにおいては上記にあるようなパンチラ写真はおろか、アイドルインタビュー等においても水着写真というものは扱っていなかった（有ったとしても、放送局から提供された写真であったり、広告や読者投稿による物で、取材班自らが水着写真を撮影することは無かった）。また、ラジオマガジンでは漫画連載が存在していたが、ラジオパラダイスでは漫画の連載は扱っていなかった。

## 全国DJ人気投票
読者が自分の好きなラジオパーソナリティに票を投じる企画。はがきに、本誌に付いている『投票券』を貼って投票することが出来る。書けるパーソナリティの名前ははがき一枚に付き一人まで。毎月掲載されていた得票数は累計得票数だった。後発の『ラジオパラダイス』においても『パーソナリティ人気投票』『番組人気投票』が行われているが、こちらでは男女一人ずつ二名名前を書くことが可能で、月ごとの得票数で順位を決定しており、こういった面でも違いがあった。
毎年6月号で年間の総合順位を決定、1位にはゴールドマイク、2位にはシルバーマイク、3位にはブロンズマイクと呼ばれるトロフィーが贈られた。
| 順位 | 第1回 （'80～'81） | 第2回 （'81～'82） | 第3回 （'82～'83） | 第4回 （'83～'84） | 第5回 （'84～'85） |
| ---- | ------------------ | ------------------ | ------------------ | ------------------ | ------------------ |
| 1位  | 笑福亭鶴光         | 石川優子           | 石川優子           | アルフィー         | 高見沢俊彦         |
| 2位  | 石川優子           | 坂崎幸之助         | 坂崎幸之助         | 石川優子           | 桜井賢             |
| 3位  | 大橋照子           | 松田聖子           | 大橋照子           | 小森まなみ         | 坂崎幸之助         |
| 4位  | 中島みゆき         | 中島みゆき         | 松田聖子           | 重光久美           | 小森まなみ         |
| 5位  | 小森まなみ         | 大橋照子           | 小森まなみ         | 大橋照子           | 石川優子           |
| 6位  | 斉藤洋美           | 沢田聖子           | 千倉真理           | 千倉真理           | 小堀勝啓           |
| 7位  | 平野文             | 小森まなみ         | 谷山浩子           | 立原啓裕           | つボイノリオ       |
| 8位  | 笑福亭鶴瓶         | ビートたけし       | 松本伊代           | つボイノリオ       | 岡田有希子         |
| 9位  | 松田聖子           | 河合奈保子         | 重光久美           | 中島みゆき         | 大橋照子           |
| 10位 | つボイノリオ       | 斉藤洋美           | つボイノリオ       | 松田聖子           | 上柳昌彦           |

- 第5回6位の小堀勝啓は、最初で最後の『局アナ賞』を受賞。
- その他上位に来ていた主なパーソナリティ
  - 兵藤ゆき （第1回11位、第2回14位）
  - 吉田照美 （第1回15位、第4回17位）
  - 堀江美都子 （第1回18位、第2回12位）
  - 川島なお美 （第3回18位、第4回18位）
  - 岩崎良美 （第2回15位、第3回16位）

## 主なコーナー
- 私の履歴書
- HOT INTERVIEW
- この人を知りたい!
- うちんちの自慢番組
- 突然おじゃまします!放送局めぐり
- さわやか美人DJ
- FMイエローページ
- 今月の放研自己紹介
- 茂木幹弘ヒットパレード史
- シリーズ人間カタログ
- ラジカセGAL
- パンタ+1の青春ディスカッション （ミュージシャン・パンタとゲストとの対談コーナー）

### パーソナリティのコラム
- 小森まなみ 『こだぬきマミのドキドキランチ』
- 石川優子 『じゃすと♡優子♡なう』
- 『坂崎幸之助ちゃんのほとんど奇面光線だっ!』
- 『ALFEE FLYING AWAY』
- 谷山浩子 『いっぱつ!ヒロコさん』
- 立原啓裕 『TOUCHY FROM THE WEST』
- 重光久美 『しゃちほこゲリラ』 → 『カゲキなマドンナ』
- 千倉真理 『読むっきゃないよ 真理ミッドナイト特急!』
- 石毛礼子 『オタヤン礼子のたこやきブレイク』
- 小林千絵 『どうせアホやねん』
- 『松本明子の・・・それでどうした 乱入隊始末記』

### 連載漫画
- 高橋春男 作 『乱調マイナー学園』
- 川西義人 作 『ミチルとチルチル』 『万年C組』 『各人劇場』
- 後藤ユタカ 作 『快傑女子高生』
- 『漫画DJ物語』 
  - （本誌末期の連載、パーソナリティの生い立ちなどを漫画で紹介するというもの。休刊により小林克也、小森まなみの二編で終わる）